# Jana Bittnerova
 (décembre 2020).
 (décembre 2020).
Jana Bittnerova (ou Jana Bittnerová selon la graphie slovaque) est une comédienne et actrice franco-slovaque, née le 31 janvier 1963 à Zlaté Moravce en Tchécoslovaquie.

## Biographie

### Jeunesse et formation
Jana Bittnerova naît dans une famille qui éveille son goût pour l’art dès sa plus tendre enfance. Elle débute sur les planches dans sa ville natale de Zlaté Moravce en Tchécoslovaquie (actuelle Slovaquie) à l’âge de 10 ans. Après huit ans passés dans une compagnie locale de théâtre amateur, elle s’inscrit en 1981 à la Faculté de théâtre de l’Académie d’Art Dramatique et de Musique de Bratislava. Les deux premières années, elle étudie dans la classe du professeur Karol L. Zachar (sk), artiste national. Parmi ses pédagogues figurent de nombreux comédiens de renom tels que Ladislav Chudík (en), Dušan Jamrich (sk) et Božidara Turzonovová (en).[réf. souhaitée]

### Débuts et révélation
Dès sa première année d’études, Jana Bittnerova apparaît dans les cabarets Rýchlokurz geniality (« Cours intensif du génie ») et Fujarová šou (« Spectacle de chalumeau ») sous la direction de Lanny Jánošov. À partir de 1981, elle joue également dans de nombreuses pièces de théâtre télévisées, notamment sous la direction du très connu Jozef Bednárik (sk). En quatrième année d’études, elle est invitée à jouer pour la première fois sous la direction de Karol Spišák (sk) au Théâtre Andrej Bagar de Nitra. En juin 1985, elle rejoint sa troupe en tant que membre permanent.[réf. souhaitée]

### Activité au théâtre
Au sein de la troupe permanente du Théâtre Andrej Bagar de Nitra, Jana Bittnerova interprète des dizaines de rôles. Elle apparaît aux côtés des comédiens reconnus comme Eva Pavlíková (en), Marián Slovák (sk), Ján Gallovič (sk), Adela Gáborová (en), Marta Sládečková (sk), Jozef Dóczy (sk), Ivan Vojtek Jr. ou Robert Roth (sk). Les spectateurs peuvent la voir dans des pièces comme La Petite Catherine de Heilbronn, où elle incarne le personnage principal de Catherine, ou Le Conte du tsar Saltan, où elle interprète le rôle de l’impitoyable Militris. Elle joue également Sonetka, un des personnages principaux de Lady Macbeth du district de Mtsensk, ainsi que Nicole dans la fameuse pièce de Molière Le Bourgeois gentilhomme. Parmi ses rôles importants, il ne faut pas oublier Florence dans Čudná pani Savageová (The Curious Savage (en)), Hanka dans la pièce Pacho sa vracia (« Pacho est de retour ») du réalisateur slovaque Martin Ťapák ou le personnage de la Charmante Li dans l’adaptation de J. Bednárik (sk) d’un grand classique de la littérature chinoise Jin Ping Mei, présenté au Théâtre Andrej Bagar comme Pôvabné ženy v bohatom dome alebo Ťin pching mei (« Femmes charmantes dans une maison luxueuse ou Jin Ping Mei »).[réf. souhaitée]
En 1989, Jana Bittnerova figure parmi les membres fondateurs du collectif indépendant Teatro Tatro, un projet artistique unique en son genre. Sous la direction d’Ondrej Spišák, elle y interprètera notamment le double rôle de la mère dans la pièce Sire Halewyn du dramaturge belge Michel de Ghelderode. En tant que personnage principal du monodrame Salomé de Jana Juráňová, Jana Bittnerova apparaîtra dans pas moins de 150 représentations à travers toute la Tchécoslovaquie entre 1989 et 1992.[réf. souhaitée]
Grâce à son métier de comédienne, elle voyage beaucoup. Sa troupe est régulièrement invitée à jouer à Bratislava et à Prague mais elle joue également à Budapest, Cracovie, Zakopane, Saint-Pétersbourg et Moscou.[réf. souhaitée]

### Premiers pas à la télévision
Elle a joué dans des pièces de théâtre télévisées particulièrement à la mode en Tchécoslovaquie de l’époque. Elle apparaît également dans les téléfilms Živý sen (« Rêve lucide ») et Májový víkend (« Un week-end de mai ») de Miloš Pietor, Nábrežie (« Quai ») et Dúhová cesta (« Route irisée ») de Peter Opálený, où elle incarne le personnage principal Hanka. Elle interprète le rôle de Marta dans le téléfilm Miesto pre dvoch osamelých cyklistov (« Une place pour deux cyclistes solitaires ») de Dodo Banyák. Sous la direction de Soňa Valentová (en), elle joue Mária dans le téléfilm Plánka (« Pommier sauvage »). Jana Bittnerova apparaît aussi dans de nombreux contes télévisés réalisés par Jozef Bednárik (sk) comme Zbojnícke fašiangy (« Carnaval des bandits ») et Noc pred Kračúnom (« La Nuit avant le solstice d’hiver ») ainsi que Dunajské rozprávky (« Contes de Danube »), une histoire qui se déroule en trois parties. Elle joue également le rôle de Jiřina dans le téléfilm …kone na betóne (sk) (« …les chevaux sur le béton ») de Stanislav Párnický, une suite libre du grand classique tchécoslovaque Pásla kone na betóne (« Elle faisait paître les chevaux sur le béton », sorti en anglais sous le titre She grazed horses on concrete).[réf. souhaitée]

### Départ en France et nouvelle famille théâtrale
En 1992, Jana Bittnerova part en France pour effectuer un stage au Conservatoire National Supérieur d’Art Dramatique de Paris. Elle intègre la classe de Stuart Seide et Mario Gonzalez. Ce séjour artistique dans la Ville Lumière lui plaît tant qu’elle décide de s’installer durablement à Paris. À partir de 1996, elle joue dans différents théâtres à Paris et en Île-de-France. Elle trouve ses marques dans l’ambiance familiale du Théâtre de la Tempête, où elle apparaîtra, sous la direction de Philippe Adrien, dans plusieurs pièces telle qu’Ivanov de Tchekhov ou dans le projet collectif Théâtre à vif : Rêves. Sous la direction de Laurence Renn Penel, elle incarne Aglaé dans la pièce Misterioso-119 de l’auteur contemporain ivoirien Koffi Kwahulé. Au fil du temps, Jana Bittnerova commence à jouer dans les plus grands théâtres parisiens, notamment au Théâtre du Châtelet, au Théâtre des Champs-Élysées, au Théâtre national de Chaillot ou dans les fameux opéras Garnier et Bastille.[réf. souhaitée]
En tant que comédienne-mime, elle travaille avec les réalisateurs et metteurs en scène mondialement connus tels que Richard Jones (en), Bob Wilson, Yánnis Kókkos, Fanny Ardant, Zabou Breitman, Martin Duncan ou James Gray. Elle n’oublie pas pour autant ses racines : en 2018, en collaboration avec la compagnie An Telenner, elle prépare une représentation de la pièce Liberté, égalité, électricité ou Jules Verne en Tchécoslovaquie de Viliam Klimáček (sk), que ce dramaturge slovaque a écrite en français à l’occasion du centenaire de la fondation de la Première République tchécoslovaque. Cette lecture-concert a symboliquement lieu au Centre tchèque de Paris dans le 6e arrondissement, à l’endroit-même où le document fondateur de cette première Tchécoslovaquie a été signé.[réf. souhaitée]

### Séries télévisées et apparition sur grand écran
Le talent de Jana Bittnerova ne tarde pas à attirer l’attention des réalisateurs TV et cinéma en France et à l’étranger. Depuis 2002, on peut la voir non seulement à la télévision française mais aussi dans les cinémas à travers le monde. Parmi les séries les plus connues où elle apparaît, il faut citer Léa Parker, Avocats et Associés, L’Homme de la situation, Le Bureau des légendes (où elle incarne le personnage d’Angela), ou Femmes de loi (où elle joue le rôle de l’assistante du docteur Persan). Elle travaille avec des acteurs français de renom, tels que Jean-Pierre Darroussin, Michel Jonasz, Natacha Amal ou Sonia Rolland. Côté téléfilms, il ne faut pas oublier Un homme parfait de Didier Bivel, où Jana Bittnerova apparaît aux côtés de Loïc Corbery de la fameuse Comédie-Française.[réf. souhaitée]
De plus en plus souvent, le public l’aperçoit également sur grand écran. Elle joue dans les films comme Merci Docteur Rey, Lesní chodci (« Promeneurs forestiers »), Paradise Found (sorti en France sous le titre Gauguin), Camille redouble, Dans la maison, Les Yeux jaunes des crocodiles, Microbe et Gasoil, Dheepan, La Mélodie, Miss ou L’Étreinte, qui devrait sortir prochainement. Jana Bittnerova travaille sous la direction des réalisateurs de renom tels qu'Andrew Litvack, Mario Andreacchio, Yann Gozlan, Jean-Pierre Mocky, François Ozon, Michel Gondry, Jacques Audiard, Ruben Alves ou encore Benoît Delépine et Gustave Kervern. Elle apparaît aux côtés des grandes stars de cinéma, à savoir Jane Birkin, Nastassja Kinski, Michel Vuillermoz, Fabrice Luchini, Kristin Scott Thomas, Emmanuelle Seigner, Audrey Tautou, Camille Cottin, Lambert Wilson, Kad Merad ou Emmanuelle Béart. Dans Telle mère, telle fille, Jana Bittnerova incarne la professeure de ballet qui donne des cours à Mado (Juliette Binoche) et Charlotte (Stéfi Celma). Dans I Feel Good, qu’elle est venue présenter en personne au festival du film francophone de Bratislava Crème de la crème, Jana Bittnerova joue le rôle de Béatrice, une comptable un peu fofolle tellement marquée par la vie qu’elle a oublié son rêve d’enfance – devenir actrice. Heureusement, elle rencontre Jacques (Jean Dujardin) et sa sœur Monique (Yolande Moreau) qui l’entraîneront dans une série d’aventures incroyables et transformeront sa vie en une véritable comédie.[réf. souhaitée]
Jana Bittnerova apparaît également dans plusieurs courts métrages, dont Le Cri du homard de Nicolas Guiot, qui a reçu le César du meilleur court métrage en 2013. Elle y joue aux côtés de Miglen Mirtchev, Tatiana Gontcharova et Anton Kouzemin. Dans le film documentaire 1905, l’année lumière, elle incarne la mère d’Einstein, Pauline. L’actrice ne manque pas non plus d’expérience dans le domaine de la musique – on peut la voir dans les vidéoclips des chansons Millénaire (One Shot) et You Don’t Have to Tell me (Slow Joe and the Ginger Accident).[réf. souhaitée]

### Radio
Grâce à sa voix sonore et sa diction professionnelle, Jana Bittnerova se fait valoir également à la radio française. Les auditeurs de France Culture et France Inter ont la possibilité de l’entendre depuis plusieurs années dans différentes adaptations radiophoniques des pièces de théâtre, contes, nouvelles et romans. Elle a prêté sa voix aux personnages de nombreuses pièces radiophoniques, notamment L’Horreur se joue à guichets fermés, Ivan le Terrible, Automne à Berlin, Passé recomposé, Les Passagers du Roissy-Express ou Orson Welles dans la ruelle d’or, qui raconte le voyage de ce réalisateur américain à Prague. Jana Bittnerova a joué aussi dans l’adaptation radiophonique du Château de Franz Kafka ou dans celle de La Supplication : Tchernobyl, chroniques du monde après l’apocalypse, qui a valu le Prix Nobel de littérature à son auteure Svetlana Aleksievitch en 2015.[réf. souhaitée]

## Filmographie
Sauf indication contraire, les informations mentionnées dans cette section peuvent être confirmées par les bases de données cinématographiques IMDb et Allociné,  présentes dans la section « Liens externes ».

### Cinéma

#### Longs métrages
- 2025 : L'Attachement de Carine Tardieu : mère d'Emilia
- 2024 : The Substance de Coralie Fargeat : Maria, employée d'Elisabeth Sparkle
- 2024 : La Prisonnière de Bordeaux de Patricia Mazuy : Cristina
- 2023 : La Fiancée du poète de Yolande Moreau : mairesse
- 2022 : Kôň de Martin Šulík : confidente
- 2022 : Couleurs de l'incendie de Clovis Cornillac : Vladi
- 2020 : L’Étreinte de Ludovic Bergery : secrétaire fac
- 2020 : Miss de Ruben Alves : mère d’une candidate
- 2018 : I Feel Good de Benoît Delépine et Gustave Kervern : Béatrice
- 2017 : La Mélodie (Orchestra Class) de Rachid Hami : mère de Yaël
- 2017 : La Colle d’Alexandre Castagnetti : Viviane, femme de ménage
- 2017 : Telle mère, telle fille (Baby Bump(s)) de Noémie Saglio : Madame Stanlowa, prof de danse
- 2015 : Dheepan de Jacques Audiard : résidente anniversaire
- 2015 : Microbe et Gasoil (Microbe & Gasoline) de Michel Gondry : Madame Leloir
- 2014 : Les Yeux jaunes des crocodiles (The Yellow Eyes of Crocodiles) de Cécile Telerman : Irina, nounou d’Iris
- 2012 : Dans la maison (In the House) de François Ozon : doublure de la jumelle de Yolande Moreau
- 2012 : Camille redouble Camille Rewinds) de Noémie Lvovsky : professeure d’histoire-géographie
- 2011 : Le Dossier Toroto de Jean-Pierre Mocky : femme du brigadier
- 2010 : Captifs (Caged) de Yann Gozlan : sœur des ferrailleurs
- 2008 : Soit je meurs, soit je vais mieux (Dying or Feeling Better) de Laurence Ferreira Barbosa : voisine invitation
- 2003 : Paradise Found (Gauguin) de Mario Andreacchio : Suzanne
- 2003 : Lesní chodci d’Ivan Vojnár (cs) : Madame Hoffmanová, directrice de l’orphelinat
- 2002 : Merci Docteur Rey d’Andrew Litvack : femme barbue

#### Courts métrages
- 2023 : Estonie sur Seine de Roger Gariépy : passagère
- 2018 : Le Créneau (Bumper) de Nirina Ralantoaritsimba : Madame Martin, monitrice d’auto-école
- 2014 : Les Nautres d’Olivier Duchêne : secrétaire
- 2012 : Le Cri du homard (César du meilleur court métrage en 2013) de Nicolas Guiot : Olga

### Télévision

#### Téléfilms
- 2019 : Un homme parfait (Above Suspicion) de Didier Bivel : infirmière psy
- 2003 : Můj otec a ostatní muži d’Andrea Sedláčková : Věra
- 1995 : …kone na betóne (sk) de Stanislav Párnický : Jiřina
- 1991 : Dúhová cesta de Peter Opálený : Hanka
- 1990 : Nábrežie de Peter Opálený : Vizma
- 1988 : Dunajské rozprávky de Jozef Bednárik : fée Dina
- 1988 : Iba deň (conte Basa) de Vladimír Štric : Edita
- 1987 : Hrdina západu de Ján Zeman : Honor Blake
- 1987 : Noc pred Kračúnom de Jozef Bednárik : servante
- 1987 : Zbojnícke fašiangy de Jozef Bednárik : Filoména
- 1986 : Tridsať sekúnd lásky de Dodo Banyák : Gertrúda
- 1985 : Plánka de Soňa Valentová (en) : Mária
- 1985 : Manželstvo Kataríny T. de Peter Hledík (sk) : amie de Katka
- 1984 : Cesta životom de Ľubomír Vajdička (sk) : Ilonka
- 1984 : Čertove volky de Karol Strážnický : Žofka Kováčová
- 1984 : Smejeme sa storočiami (épisode 14 Príhoda v závode číslo 6) de Miloš Pietor : Nataška
- 1983 : Miesto pre dvoch osamelých cyklistov de Dodo Banyák : Marta
- 1982 : Májový víkend de Miloš Pietor : Maja
- 1982 : Živý sen de Miloš Pietor : Marína

#### Séries télévisées
- 2022 : Cuisine interne (épisode S01E03) de Louis Farge : Mariame Matossian
- 2022 : Drôle (épisode S01E06 Bonsoir, l'Olympia) de Bryan Marciano : voisine d'Apolline
- 2017 : Le Bureau des légendes (épisodes S03E04 et S03E07) de Mathieu Demy et Hélier Cisterne : Angela
- 2014 : Studio Bagel (épisode S02E33 La Beauféthie) de Théodore Bonnet : gardienne
- 2013 : Platane (épisode S02E02 La fois où il avait fait waou en famille) d’Éric Judor et Denis Imbert : gardienne du collège croate
- 2012 : Interpol (épisode S02E04 Les Poupées russes) d’Éric Summer : passagère du car
- 2011 : L’Homme de la situation (épisode 1 Pilote) de Didier Bivel : Irina
- 2008 : Avocats et Associés (épisode S11E03 Guacamole) de Bruno Garcia : gardienne
- 2007 : Femmes de loi (épisode S07E05 Sur le vif) de Gérard Cuq : Lisa, assistante du docteur Persan
- 2006 : Léa Parker (épisode S02E26 Effet de serre) de Bruno Gantillon : femme de ménage
- 1988 : Posledný drak de Jozef Bednárik : serveuse
- 1986 : Alžbetin dvor (épisode 2 Prekliaty rod) d’Andrej Lettrich : femme de Kliment Ruttkay
- 1985 : Rozprávanie kvetu kamélie (épisode 2 Meč Kusanagi) de Jozef Bednárik : Chudoba (Pauvreté)

#### Documentaires
- 2005 : 1905, l’année lumière de Philippe Tourancheau : Pauline Einstein

Émissions
- 2019 : Bons baisers d'Europe (épisode S01E10), présenté par Stéphane Bern : panéliste

#### Clips vidéo
- 2014 : You Don’t Have to Tell me (Slow Joe and the Ginger Accident)
- 2000 : Millénaire (One Shot) (bande originale de Taxi 2)

## Théâtre (liste non-exhaustive)

### En France
Sauf indication contraire ou complémentaire, les informations mentionnées dans cette section peuvent être confirmées par la base de données Les Archives du spectacle.

#### Drame
- 2021 : Jacques et son maître de Milan Kundera, mise en scène Nicolas Briançon : mère, Théâtre Montparnasse
- 2018 : Liberté, égalité, électricité ou Jules Verne en Tchécoslovaquie de Viliam Klimáček (sk) (lecture-concert), mise en scène Sophie Raynaud, Compagnie An Telenner, Centre tchèque de Paris
- 2014 : L’Enlèvement au sérail de Christoph Friedrich Bretzner (en) / Wolfgang Amadeus Mozart, mise en scène Zabou Breitman : servante en chef, Opéra Garnier
- 2014 : Misterioso-119 de Koffi Kwahulé, mise en scène Laurence Renn Penel : Aglaé, Renn Compagnie, Théâtre de la Tempête
- 2012 : Un chocolat ! Encore ? (spectacle jeune public), mise en scène collective : Émilie, Compagnie La Sirandane
- 2011 : Théâtre à vif : Rêves (écriture collective), mise en scène Philippe Adrien : Dina, Théâtre de la Tempête
- 2008-2010 : Ivanov d’Anton Tchekhov, mise en scène Philippe Adrien : Marfa Babakina, Théâtre de la Tempête
- 2003 : La BaZooKa , mise en scène Sarah Crépin et Étienne Cuppens : jeune mère Olga, Centre Chorégrafique National du Havre Normandie
- 1998-1999 : Un voyage pas comme les autres, mise en scène Christophe Labas-Lafite : militaire, Parc de la Villette
- 1997-1998 : Une place lucrative d’Alexandre Nikolaïevitch Ostrovski, mise en scène Martina Šimová : Koukouchkina, Centre Mandapa, Centre d’animation Paris Anim’ Les Halles Le Marais
- 1997 : Pratic Hotel de Philippe Leroy, mise en scène Philippe Leroy : Hélène, La Compagnie de l’Anima, Centre d'animation Paris Anim' Mathis
- 1996 : Le Serpent de Mircea Eliade, mise en scène Frédéric Klingberg et Valérie Suner : Madame Salomone, Centre d'animation Paris Anim' Mathis

#### Opéra, ballet et autres
- 2019 : Les Noces de Figaro de Pierre-Augustin Caron de Beaumarchais / Wolfgang Amadeus Mozart, mise en scène James Gray : villageoise, Théâtre des Champs-Élysées
- 2019 : Parade de Pierre-Yves Macé , mise en scène Martin Duncan : kitchen clown, Théâtre du Châtelet
- 2018 : Alcina de Georg Friedrich Haendel , mise en scène Christof Loy : doublure Morgana, Théâtre des Champs-Élysées
- 2017-2018 : La Cenerentola de Gioachino Rossini, mise en scène Guillaume Gallienne : jeune mariée, Opéra Garnier
- 2016 : Passion de Stephen Sondheim (comédie musicale ), mise en scène Fanny Ardant : gouvernante italienne, Théâtre du Châtelet
- 2012 : Carmen de Prosper Mérimée / Georges Bizet, mise en scène Yves Beaunesne : double rôle de Manuelita et cheffe de taverne, Opéra Bastille
- 2005 : The Bassarids (Les Bassarides) de Hans Werner Henze, mise en scène Yánnis Kókkos : Ménade, Théâtre du Châtelet
- 2003 : Guillaume Tell de Friedrich von Schiller / Gioachino Rossini , mise en scène Francesca Zambello (en) : Madame Melchtal, Opéra Bastille
- 2002 et 2006 : Juliette ou la Clé des songes de Georges Neveux / Bohuslav Martinů , mise en scène Richard Jones : double rôle de chiromancienne et vendeuse d’oiseaux, Opéra Garnier et Bastille
- 2002-2003 : La Femme sans ombre de Richard Strauss, mise en scène Bob Wilson : doublure nourrice et ombre chinoise, Opéra Bastille
- 2002 : 99 duos de Jean-Claude Gallotta (spectacle de danse), mise en scène Jean-Claude Gallotta , Théâtre national de Chaillot

### En Slovaquie
- 1995 : Pacho sa vracia , mise en scène Martin Ťapák : personnage principal Hanka, Théâtre Andrej Bagar de Nitra
- 1994 : Pekár, pekárka a ich učeň (Le Boulanger, la boulangère et le petit mitron) de Jean Anouilh, mise en scène Martin Kákoš : Elvira, Théâtre Andrej Bagar de Nitra
- 1991 : Pôvabné ženy v bohatom dome alebo Ťin pching mei (Jin Ping Mei ), mise en scène Jozef Bednárik (sk) : Charmante Li, Théâtre Andrej Bagar de Nitra
- 1991 : Dáma s kaméliami (La Dame aux camélias) d’Alexandre Dumas fils, mise en scène Peter Bzdúch (sk) : Prudence, Théâtre Andrej Bagar de Nitra
- 1990-1992 : Sire Halewyn de Michel de Ghelderode , mise en scène Ondrej Spišák : double rôle d’Edwigga et mère de Purmelende, Teatro Tatro
- 1990 : Čudná pani Savageová (The Curious Savage) de John Patrick , mise en scène Peter Opálený : personnage principal Florence, Théâtre Andrej Bagar de Nitra
- 1989-1992 : Salomé de Jana Juráňová , mise en scène Štefan Korenči : personnage principal Salomé (monodrame), Divadlo pod hradom, Slovkoncert, 150 représentations à travers la Tchécoslovaquie
- 1989 : Smútok pristane Elektre (Le Deuil sied à Électre) d’Eugene O'Neill, mise en scène Jozef Bednárik (sk) : Hazel, Théâtre Andrej Bagar de Nitra
- 1988 : Tanec nad plačom de Peter Zvon, mise en scène Karol Spišák (sk) : Adela, Théâtre Andrej Bagar de Nitra
- 1988 : Katarínka z Heilbronnu (La Petite Catherine de Heilbronn) de Heinrich von Kleist, mise en scène Jozef Bednárik (sk) : personnage principal Katarínka, Théâtre Andrej Bagar de Nitra
- 1986 : O cárovi Saltánovi (Le Conte du tsar Saltan) d’Alexandre Sergueïevitch Pouchkine, mise en scène Jozef Bednárik (sk) : personnage principal Militris, Théâtre Andrej Bagar de Nitra
- 1986 : Vidiecka Lady Macbeth (Lady Macbeth du district de Mtsensk) de Nikolaï Leskov, mise en scène Jozef Bednárik (sk) : Sonetka, Théâtre Andrej Bagar de Nitra
- 1986 : Meštiak šľachticom (Le Bourgeois gentilhomme) de Molière, mise en scène Jozef Bednárik (sk) : Nicole, Théâtre Andrej Bagar de Nitra
- 1985 : Foxtrot de Karel Steigerwald (cs) , mise en scène Martin Kákoš : Mária, Théâtre Andrej Bagar de Nitra

## Radio

### Pièces radiophoniques
- 2018 : 57, rue de Varenne (épisode S04E03 Le Loup et l’agneau)] de François Pérache, mise en scène Cédric Aussir : voyante, France Culture
- 2015 : Orson Welles dans la ruelle d’or de Jean-Paul Mougin, mise en scène Étienne Vallès : Magda Devidlova, France Culture
- 2014 : Nicolas de Staël, portrait de l’artiste sur fond rouge de Stéphane Lambert, mise en scène Étienne Vallès : mère, France Culture
- 2014 : Une brume si légère de Sandrine Collette, mise en scène Jean-Matthieu Zahnd : Ada, France Culture
- 2014 : La Petite Rose de Christophe Pagnon, mise en scène Claude Guerre : Mamita, France Inter
- 2013 : Odyssea de Pascal Deux et Marion Doussot, mise en scène François Christophe : Madame Veselá, France Culture
- 2013 : Série TV, une seule saison de France Jolly, mise en scène François Christophe : femme de ménage, France Inter
- 2013 : Les Passagers du Roissy-Express de François Maspero, mise en scène Jean-Matthieu Zahnd : Madame Agnieszka, France Culture
- 2012 : Passé recomposé, de Catherine Tullat, mise en scène Michel Sidoroff : villageoise polonaise, France Culture
- 2012 : Rumeurs autour d’une encyclopédie du Silence de Pierre Senges, mise en scène Laure Egoroff : Ielena, France Culture
- 2011 : Les Radiateurs de Philippe Dohy, mise en scène Cédric Aussir : Christine Kieslowski, France Inter
- 2010 : Le Château de Franz Kafka, adaptation Stéphane Michaka, mise en scène Cédric Aussir : présentatrice, France Culture
- 2009 : Automne à Berlin de Cécile Wajsbrot, mise en scène Marguerite Gateau : Agata Tuszyńska, France Culture
- 2007 : Ivan le Terrible de Sergueï Mikhaïlovitch Eisenstein, mise en scène Michel Sidoroff : jeune femme assassinée, France Culture
- 2006 : La Supplication : Tchernobyl, chroniques du monde après l’apocalypse de Svetlana Aleksievitch (Prix Nobel de littérature en 2015), mise en scène Christine Bernard-Sugy, France Culture
- 2004 : L’Horreur se joue à guichets fermés, mise en scène Myron Meerson : personnage principal Gabrielle Pittkow, France Culture